# 堀之内インターチェンジ
堀之内インターチェンジ（ほりのうちインターチェンジ）は、新潟県魚沼市根小屋にある、関越自動車道のインターチェンジ（開発インターチェンジ）。

## 歴史
- 1986年（昭和61年）3月 - 期成同盟会設立[1]。
- 1989年（平成元年）
  - 1月31日 - 当インターチェンジの追加決定[2]。
  - 12月22日 - 施行命令が出される[2]。
- 1990年（平成2年）10月31日 - 実施計画が認可される[3]。
- 1995年（平成7年）8月7日 - 供用開始[1]。

## 道路
- E17 関越自動車道（18-1番）

## 接続する道路
直接接続
新潟県道84号堀之内インター線
間接接続
新潟県道23号柏崎高浜堀之内線

## 料金所
- ブース数：4

### 入口
- ブース数：2
  - ETC専用：1
  - 一般：1

### 出口
- ブース数：2
  - ETC専用：1
  - 一般：1（精算機設置）

## 隣
E17 関越自動車道
(18)魚沼IC - (18-1)堀之内IC/PA - (19)越後川口IC/SA

## 周辺
- 奥只見レクリェーション都市公園 「根小屋花と緑と雪の里」
- 堀之内やな場
- 永林寺

以前は堀之内町場外車券売場「アレッグ越後」があった。